# Bythiospeum diaphanum
Bythiospeum diaphanum es una especie de molusco gasterópodo de la familia Hydrobiidae en el orden de los Mesogastropoda.

## Distribución geográfica
Se encuentra en Francia y Suiza.